# 江界柳
江界柳（学名：Salix kangensis）是杨柳科柳属的植物。分布于朝鲜以及中国大陆的吉林等地，生长于海拔400米至600米的地区，多生在河边，目前尚未由人工引种栽培。

## 异名
- Salix kangensis Nakai. var. leiocarpa Nakai